# Loch Fyne (Schotland)
Loch Fyne (Schots Gaelisch: Loch Fìne, vertaald Loch van de Wijn) is een zeeloch in Argyll and Bute in de Schotse Hooglanden. De loch komt van de Firth of Clyde en is onderdeel van de kust van het Cowalschiereiland. De inham strekt zich 65 km landinwaarts uit vanuit de Sound of Bute, waarmee het het langste zeeloch in Schotland is. Het is verbonden met de Sound of Jura door het Crinan Canal. 
Hoewel er geen bewijs is dat daar druiven hebben gegroeid, is de titel waarschijnlijk een eretitel, die aangeeft dat de rivier, Abhainn Fìne (rivier Fyne), een gerespecteerde rivier was.
In het noorden is het terrein bergachtig, met de Arrochar Alps, Beinn Bhuidhe, Glen Shira, Glen Fyne, Glen Croe, Arrochar, Tyndrum en Loch Lomond in de buurt.

## Transport

### Wegen
Het loch wordt omgeven door verschillende wegen. De A83 gaat rond de kop van het loch en loopt dan langs de westkust van Loch Fyne, van Ardrishaig naar Tarbert langs de kust van Knapdale. Als je de A83 ten noorden van Cairndow verlaat, gaat de A815 langs de oostkust van Loch Fyne langs de kust van het schiereiland Cowal naar Strachur, waar je verder langs de oostkust rijdt via de A886 naar Newton. Hier sla je af naar de B8000 die verder langs de oostkust naar Millhouse gaat, waar je naar Portavadie of Kames kunt gaan (rechtstreeks) of via het Ardlamont Peninsula, een langere route naar Kames.

### Veerboten
Bij de monding van Loch Fyne tussen Portavadie op het schiereiland Cowal, aan de oostkust van het loch. Een roll-on-roll-offschip steekt het loch over naar Tarbert op het schiereiland Kintyre aan de westkust.

### Crinan Canal
Het Crinan Canal verbindt Loch Fyne bij Ardrishaig en de Sound of Jura bij het gehucht Crinan zelf. Het biedt een kortere route voor kleinere schepen naar de Hebriden en bespaart de langere route rond het schiereiland Kintyre. Het kanaal werd aangelegd tussen 1794 en 1801, toen het werd geopend, onder toezicht van John Rennie. In 1816 ontwierp Thomas Telford delen van het kanaal opnieuw om technische problemen met de watertoevoer voor het kanaal te verhelpen. Er zijn vijftien sluizen langs de 14 km lange lengte van het kanaal.

## Geschiedenis
Tijdens de Tweede Wereldoorlog was HMS Quebec (een vestiging aan wal) ook bekend als het “No 1” Combined Operations Training Centre (CTC) een paar mijl ten zuiden van Inveraray gevestigd en maakte gebruik van de oevers van Loch Fyne en de omringende kustlijn. Het trainde personeel in de technieken van het gebruik van landingsvaartuigen en het opzetten van een bruggenhoofd. Het No1 CTC werd bemand en trainde personeel van alle drie de diensten, Royal Navy, Royal Air Force en de British Army, ook troepen van de geallieerden werden getraind. Deze belangrijke militaire faciliteit werd in oktober 1940 opgericht en in 1944 passeerden ongeveer 250.000 personeelsleden het trainingscentrum. Op het hoofdterrein is nu Argyll Caravan Park gevestigd.

## Natuur en bescherming
Dolfijnen, zeehonden en otters in het loch en tijdens de zomermaanden kunnen er reuzenhaaien in het water verschijnen. Begin 2007 was er een Ross' meeuw aanwezig in het loch.
In 2014 werd Loch Fyne uitgeroepen tot beschermd marien natuurgebied (Nature Conservation Marine Protected Area, NCMPA). Deze aanwijzing geldt voor het hele loch noordwaarts vanaf een punt bij Otter Ferry.

## Visserij
Loch Fyne staat bekend om zijn oestervisserij. Het loch heeft dan ook zijn naam gegeven aan de ooit plaatselijk bekende Loch Fyne Oysters en aan de bijbehorende Loch Fyne Restaurants. Het is ook bekend vanwege de haringvisserij en de beroemde Loch Fyne Kipper, die oorspronkelijk met drijfnetten werd gevangen. Halverwege de 19e eeuw was Loch Fyne het middelpunt van de strijd tussen de traditionele drijfnetvissers en de nieuwe sleepnetvissers die in 1833 rond Tarbert en Campbeltown ontstonden.

## Sport en vrije tijd

### Duiken
Loch Fyne is een populair gebied voor sportduiken. Voor de kust bij St Catherines ligt een rotsblokkenveld en een wrak van een speedboot. Bij Kenmore Point ligt Stallion Rock, een enkele rots die uit de zeebodem oprijst.

### Bezienswaardigheden
Het gebied is ook een populaire toeristische bestemming met attracties als Inveraray Castle, Dunderave Castle, Kilmory Castle, Minard Castle en de nabijgelegen ruïnes van Castle MacEwen en Old Castle Lachlan rond Loch Fyne.
Crarae Garden ligt 16 km ten zuiden van Inveraray en de tuinen van de National Trust for Scotland kijken uit over Loch Fyne.
Het Loch wordt overzien door de 38 meter hoge Inverary Bell Tower, die zichtbaar is vanaf een groot deel van het loch en een populaire toeristische attractie is.

## Galerij

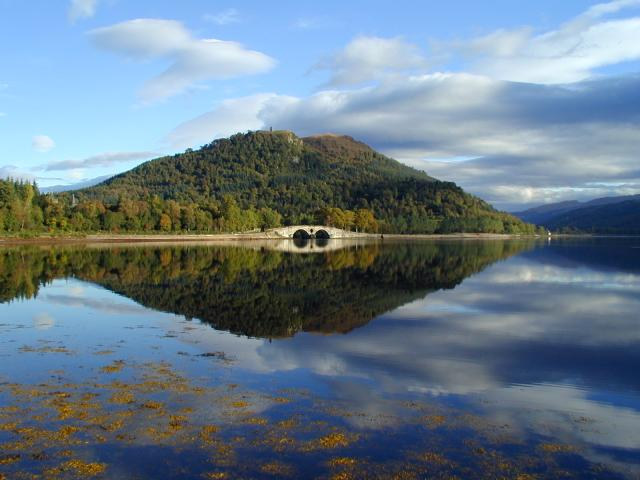
Inveraray Bridge over Loch Fyne.
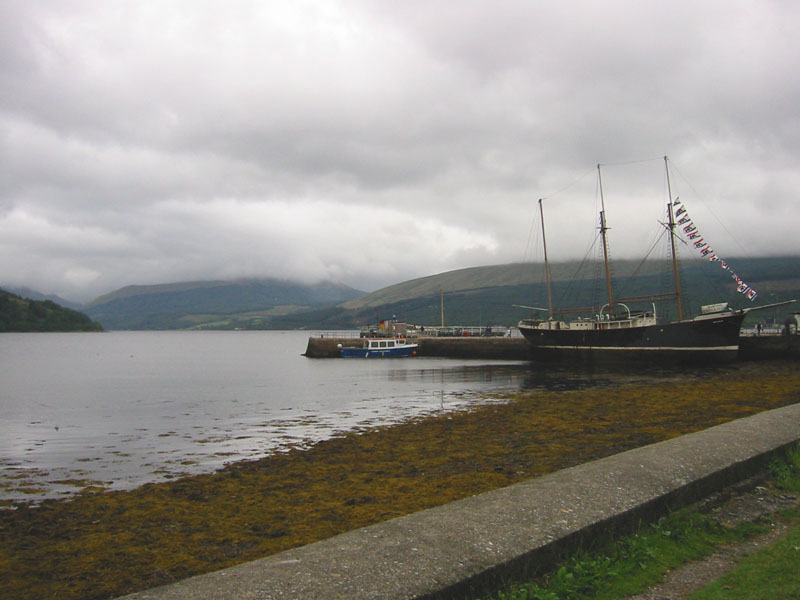
Loch Fyne bij de haven van Inveraray.
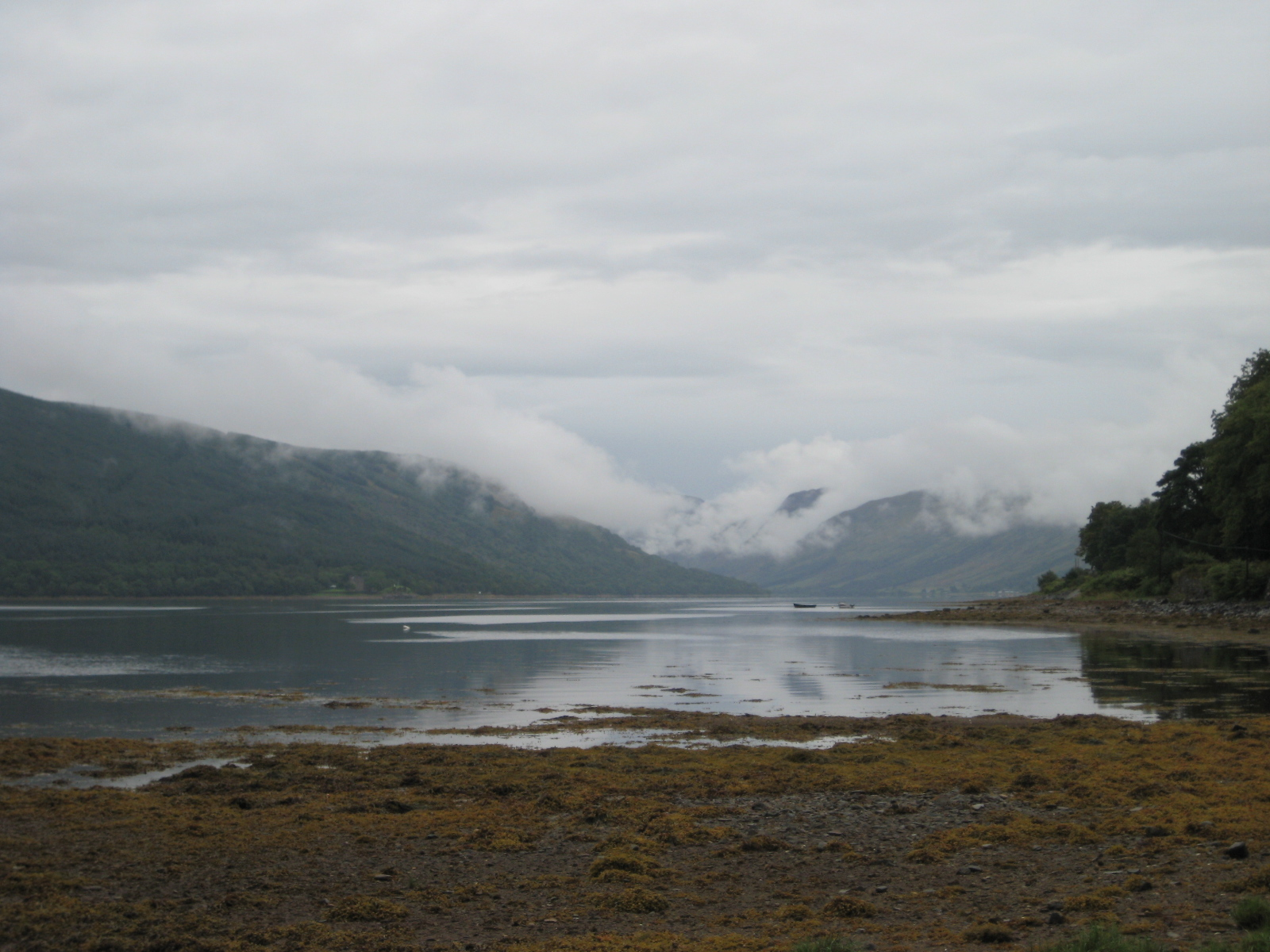
Zicht op het noordoostelijke uiteinde van het loch vanaf St Catherines.
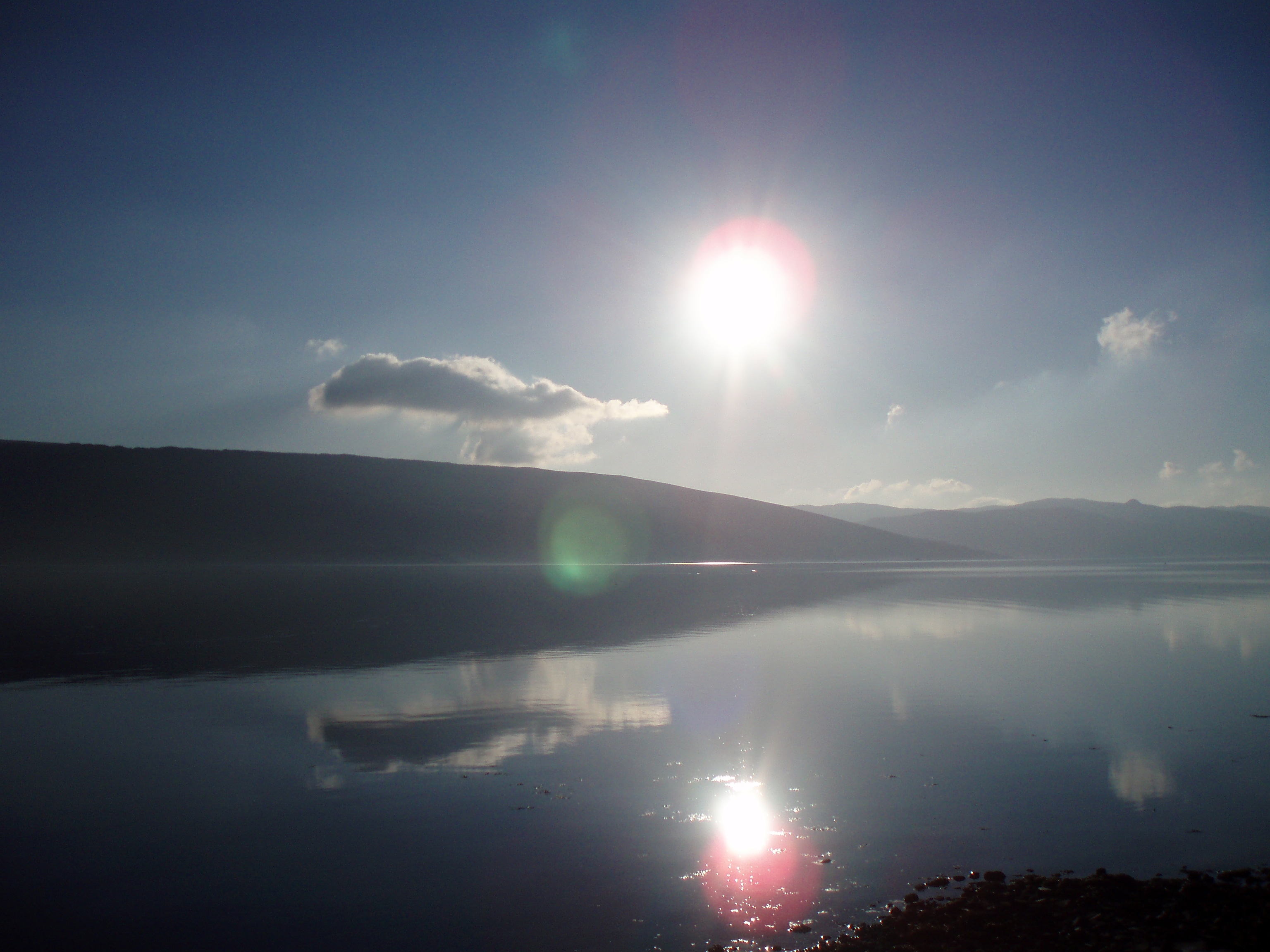
Zicht over Loch Fyne, vanaf Inveraray.
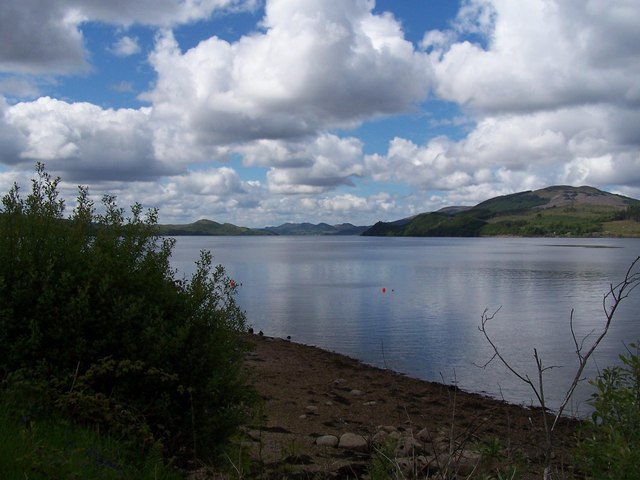
De kust van Loch Fyne
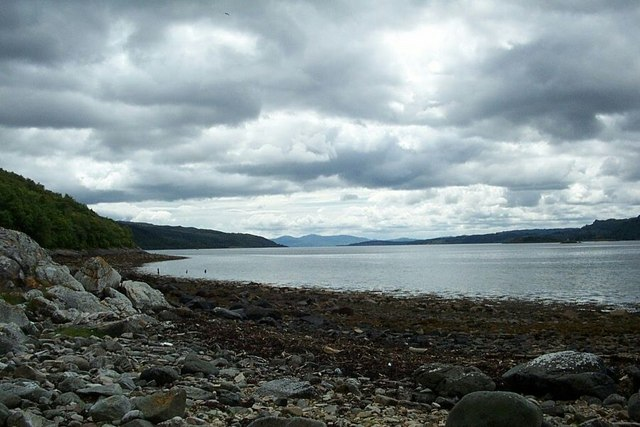
De kust van Loch Fyne bij Castle Lachlan.